# Anzefahr
Anzefahr ist ein etwa 750 Einwohner zählender Stadtteil der Kleinstadt Kirchhain im mittelhessischen Landkreis Marburg-Biedenkopf. Er liegt etwa drei Kilometer nordwestlich der Kirchhainer Kernstadt.

## Geschichte

### Ortsgeschichte
Die älteste bekannte Erwähnung des Ortes erfolgte am 6. März 1226 n. Chr. als Ancevar in einer Urkunde der ritterschaftlichen Familie Riedesel. Der erste Namensteil deutet auf germanische Halbgötter aus vorchristlicher Zeit, der zweite Namensteil auf eine überörtliche Straßenverbindung hin. Freigelegte Brandflachgräber deuten jedoch auf eine deutlich ältere Siedlungslage hin.
Der Theologe Heinrich Joseph Wetzer wurde am 19. März 1801 in Anzefahr geboren. Er war der Herausgeber der ersten Auflage von Wetzer und Welte’s Kirchenlexikon, dem heute noch gültigen Standardwerk über katholische Theologie.
Hessische Gebietsreform (1970–1977)
Zum 1. Februar 1971 wurde die bis dahin selbständige Gemeinde Anzefahr im Zuge der Gebietsreform in Hessen auf freiwilliger Basis als Stadtteil in die Stadt Kirchhain eingegliedert. Für Anzefahr, wie für alle ehemals eigenständigen Stadtteile von Kirchhain, wurde ein Ortsbezirk gebildet.

### Verwaltungsgeschichte im Überblick
Die folgende Liste zeigt die Staaten und Verwaltungseinheiten, denen Anzefahr angehört(e):
- vor 1803: Heiliges Römisches Reich, Kurfürstentum Mainz, Amt Amöneburg
- ab 1803: Heiliges Römisches Reich, Landgrafschaft Hessen-Kassel (durch Reichsdeputationshauptschluss), Fürstentum Fritzlar, Amt Amöneburg
- ab 1806: Landgrafschaft Hessen-Kassel, Fürstentum Fritzlar, Amt Amöneburg
- 1807–1813: Königreich Westphalen, Departement der Werra, Distrikt Marburg, Kanton Kirchhain
- ab 1815: Kurfürstentum Hessen, Fürstentum Fritzlar, Amt Amöneburg[7]
- ab 1821: Kurfürstentum Hessen, Provinz Oberhessen, Kreis Kirchhain[8][Anm. 2]
- ab 1848: Kurfürstentum Hessen, Bezirk Marburg
- ab 1851: Kurfürstentum Hessen, Provinz Oberhessen, Kreis Kirchhain
- ab 1867: Königreich Preußen, Provinz Hessen-Nassau, Regierungsbezirk Kassel, Kreis Kirchhain
- ab 1918: Deutsches Reich, Freistaat Preußen, Provinz Hessen-Nassau, Regierungsbezirk Kassel, Kreis Kirchhain
- ab 1932: Deutsches Reich, Freistaat Preußen, Provinz Hessen-Nassau, Regierungsbezirk Kassel, Kreis Marburg
- ab 1944: Deutsches Reich, Freistaat Preußen, Provinz Kurhessen, Kreis Marburg
- ab 1945: Deutsches Reich, Amerikanische Besatzungszone, Groß-Hessen, Regierungsbezirk Kassel, Kreis Marburg
- ab 1946: Deutsches Reich, Amerikanische Besatzungszone, Hessen, Regierungsbezirk Kassel, Landkreis Marburg
- ab 1949: Bundesrepublik Deutschland, Hessen, Regierungsbezirk Kassel, Landkreis Marburg
- ab 1971: Bundesrepublik Deutschland, Hessen, Regierungsbezirk Kassel, Landkreis Marburg, Stadt Kirchhain
- ab 1974: Bundesrepublik Deutschland, Hessen, Regierungsbezirk Kassel, Landkreis Marburg-Biedenkopf, Stadt Kirchhain
- ab 1981: Bundesrepublik Deutschland, Hessen, Regierungsbezirk Gießen, Landkreis Marburg-Biedenkopf, Stadt Kirchhain

### Gerichte seit 1821
Mit Edikt vom 29. Juni 1821 wurden in Kurhessen Verwaltung und Justiz getrennt. Der Kreis Kirchhain war für die Verwaltung und das Justizamt Kirchhain als Gericht erster Instanz für Anzefahr zuständig. Nach der Annexion Kurhessens durch Preußen wurde das Justizamt 1867 zum königlich Preußischen Amtsgericht Kirchhain. Auch mit dem Inkrafttreten des Gerichtsverfassungsgesetzes von 1879 blieb das Amtsgericht unter seinem Namen bestehen.

## Bevölkerung

### Einwohnerstruktur 2011
Nach den Erhebungen des Zensus 2011 lebten am Stichtag dem 9. Mai 2011 in Anzefahr 780 Einwohner. Darunter waren 6 (0,8 %) Ausländer. Nach dem Lebensalter waren 147 Einwohner unter 18 Jahren, 315 zwischen 18 und 49, 168 zwischen 50 und 64 und 150 Einwohner waren älter. Die Einwohner lebten in 315 Haushalten. Davon waren 84 Singlehaushalte, 87 Paare ohne Kinder und 117 Paare mit Kindern sowie 21 Alleinerziehende und 6 Wohngemeinschaften. In 57 Haushalten lebten ausschließlich Senioren und in 210 Haushaltungen lebten keine Senioren.

### Einwohnerentwicklung
| Quelle: Historisches Ortslexikon |                                                                                         |
| • 1585:                          | 27 Haushalte                                                                            |
| • 1664:                          | 30 Haushalte                                                                            |
| • 1747:                          | 169 Einwohner                                                                           |
| • 1838:                          | Familien: 40 nutzungsberechtigte, 5 nicht nutzungsberechtigte Ortsbürger, 10 Beisassen. |

| Anzefahr: Einwohnerzahlen von 1834 bis 2019 | Anzefahr: Einwohnerzahlen von 1834 bis 2019 | Anzefahr: Einwohnerzahlen von 1834 bis 2019 | Anzefahr: Einwohnerzahlen von 1834 bis 2019 | Anzefahr: Einwohnerzahlen von 1834 bis 2019 |
| --- | ------------------------------------------- | ------------------------------------------- | ------------------------------------------- | ------------------------------------------- |
| Jahr |                                             |                                             |                                             | Einwohner                                   |
| 1834 | 1834                                        |                                             | 287                                         | 287                                         |
| 1840 | 1840                                        |                                             | 322                                         | 322                                         |
| 1846 | 1846                                        |                                             | 347                                         | 347                                         |
| 1852 | 1852                                        |                                             | 376                                         | 376                                         |
| 1858 | 1858                                        |                                             | 337                                         | 337                                         |
| 1864 | 1864                                        |                                             | 333                                         | 333                                         |
| 1871 | 1871                                        |                                             | 306                                         | 306                                         |
| 1875 | 1875                                        |                                             | 304                                         | 304                                         |
| 1885 | 1885                                        |                                             | 282                                         | 282                                         |
| 1895 | 1895                                        |                                             | 289                                         | 289                                         |
| 1905 | 1905                                        |                                             | 310                                         | 310                                         |
| 1910 | 1910                                        |                                             | 342                                         | 342                                         |
| 1925 | 1925                                        |                                             | 368                                         | 368                                         |
| 1939 | 1939                                        |                                             | 363                                         | 363                                         |
| 1946 | 1946                                        |                                             | 506                                         | 506                                         |
| 1950 | 1950                                        |                                             | 531                                         | 531                                         |
| 1956 | 1956                                        |                                             | 537                                         | 537                                         |
| 1961 | 1961                                        |                                             | 531                                         | 531                                         |
| 1967 | 1967                                        |                                             | 605                                         | 605                                         |
| 1980 | 1980                                        |                                             | ?                                           | ?                                           |
| 1990 | 1990                                        |                                             | ?                                           | ?                                           |
| 2000 | 2000                                        |                                             | ?                                           | ?                                           |
| 2011 | 2011                                        |                                             | 780                                         | 780                                         |
| 2015 | 2015                                        |                                             | 759                                         | 759                                         |
| 2019 | 2019                                        |                                             | 739                                         | 739                                         |
| Datenquelle: Historisches Gemeindeverzeichnis für Hessen: Die Bevölkerung der Gemeinden 1834 bis 1967. Wiesbaden: Hessisches Statistisches Landesamt, 1968. Weitere Quellen: LAGIS; Stadt Kirchheim:; Zensus 2011 |                                             |                                             |                                             |                                             |

### Historische Religionszugehörigkeit
| Quelle: Historisches Ortslexikon |                                                                   |
| • 1861:                          | 26 evangelisch-lutherische, 314 katholische Einwohner             |
| • 1885:                          | 11 evangelische (= 3,89 %), 272 katholische (= 96,11 %) Einwohner |
| • 1961:                          | 45 evangelische (= 8,47 %), 481 katholische (= 90,58 %) Einwohner |

### Erwerbstätigkeit
| Quelle: Historisches Ortslexikon | |
| • 1838:                          | Familien: 30 Ackerbau, 18 Gewerbe, 7 Tagelöhner.                                                                                     |
| • 1961:                          | Erwerbspersonen: 93 Land- und Forstwirtschaft, 100 Produzierendes Gewerbe, 45 Handel und Verkehr, 38 Dienstleistungen und Sonstiges. |

## Politik
Für den Stadtteil Anzefahr besteht ein Ortsbezirk mit Ortsbeirat und Ortsvorsteher nach der Hessischen Gemeindeordnung. Er umfasst das Gebiet der ehemaligen Gemeinde Anzefahr.
Der Ortsbeirat besteht aus sieben Mitgliedern. Bei den Kommunalwahlen in Hessen 2021 betrug die Wahlbeteiligung zum Ortsbeirat 63,01 %. Alle Kandidaten gehörten der „Wählergemeinschaft Anzefahr“ an. Der Ortsbeirat wählte Christoph Kißling zum Ortsvorsteher.

## Sehenswürdigkeiten und Kultur

### Bauwerke
- Die barocke katholische Pfarrkirche St. Michael.
- Ordensmühle an der Ohm

### Vereine
Das Vereinsleben im Stadtteil wird durch den Chor der Pfarrei Anzefahr, die Freiwillige Feuerwehr, Anzefahr – Mein Dorf e. V., den Männergesangsverein „MGV 1903 Cäcilia Anzefahr“ und den Tischtennisclub „TTC 1952 Anzefahr e. V.“ geprägt.

## Wirtschaft und Infrastruktur
- Die zur Schnellstraße ausgebaute Bundesstraße 62 verläuft südlich des Ortes.
- An der Main-Weser-Bahn liegt der Haltepunkt Kirchhain-Anzefahr, an dem stündlich der Mittelhessen-Express hält. In der Kernstadt existiert außerdem der Bahnhof Kirchhain.
- Anzefahr ist Pfarrdorf und hat eine Grundschule, einen Kindergarten und eine Bücherei.

## Söhne und Töchter des Ortes
- Peter Jüngst (1782–1848), Bürgermeister und Mitglied der kurhessischen Ständeversammlung